# Marmo pario

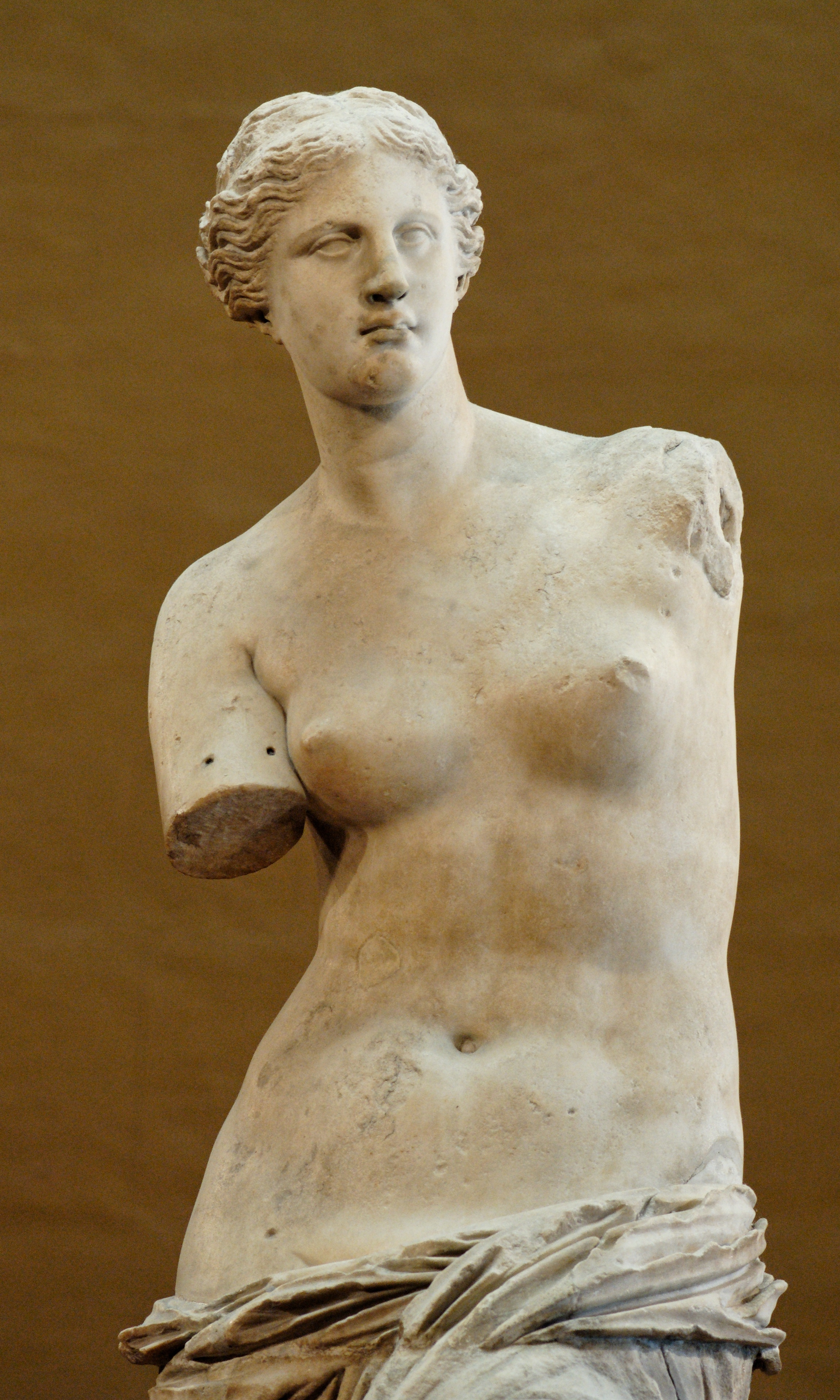
La Venere di Milo, in marmo pario

Il marmo pario (lychnites) è una varietà di marmo bianco a grana fine particolarmente pregiato, proveniente dalle cave nell'isola di Paro in Grecia.

## Storia
Fu utilizzato principalmente per opere di scultura in epoca greca e romana, in competizione diretta con il marmo pentelico. Divenne poi il marmo più usato in scultura, fino al I secolo a.C. circa, prima della diffusione del marmo lunense.
Nel 1445, il precursore dell'archeologia, Ciriaco d'Ancona, scrisse un componimento, in parte in latino e in parte in volgare, dedicato al marmo pario, celebrato in quanto usato dagli scultori più celebri dell'antica Grecia: Lisippo, Policleto e Fidia. Se ne riportano i primi versi.
(Ciriaco D'Ancona)